# Kviteseids kommun
Kviteseids kommun (norska: Kviteseid kommune) är en kommun i Telemark fylke i södra Norge. Kommunens centralort är tätorten Kviteseid. 

## Administrativ historik
Kviteseids kommun bildades på 1830-talet, samtidigt med flertalet andra norska kommuner.
1873 överfördes ett obebott område till Seljords kommun.

## Tätorter
I Kviteseids kommun finns en tätort:
- Kviteseid (centralort)

Orten Vrådal (Eidstod) har tidigare räknats som en tätort men uppfyller inte längre kriterierna.

## Socknar
Inom Norska kyrkan motsvaras Kviteseids kommun av Kviteseids socken i Øvre Telemarks prosteri i Agder og Telemarks stift.